# Аккалилькы
Аккалилькы (устар. Окколэль-Кы) — река в России, протекает по территории Ямало-Ненецкого АО. Устье реки находится в 13 км от устья протоки Толькэль-Тэмы реки Таз по левому берегу. Длина реки составляет 43 км.

## Данные водного реестра
По данным государственного водного реестра России относится к Нижнеобскому бассейновому округу, водохозяйственный участок реки — Таз. Речной бассейн реки — Таз.
Код объекта в государственном водном реестре — 15050000112115300067547.